# Verbal Abuse

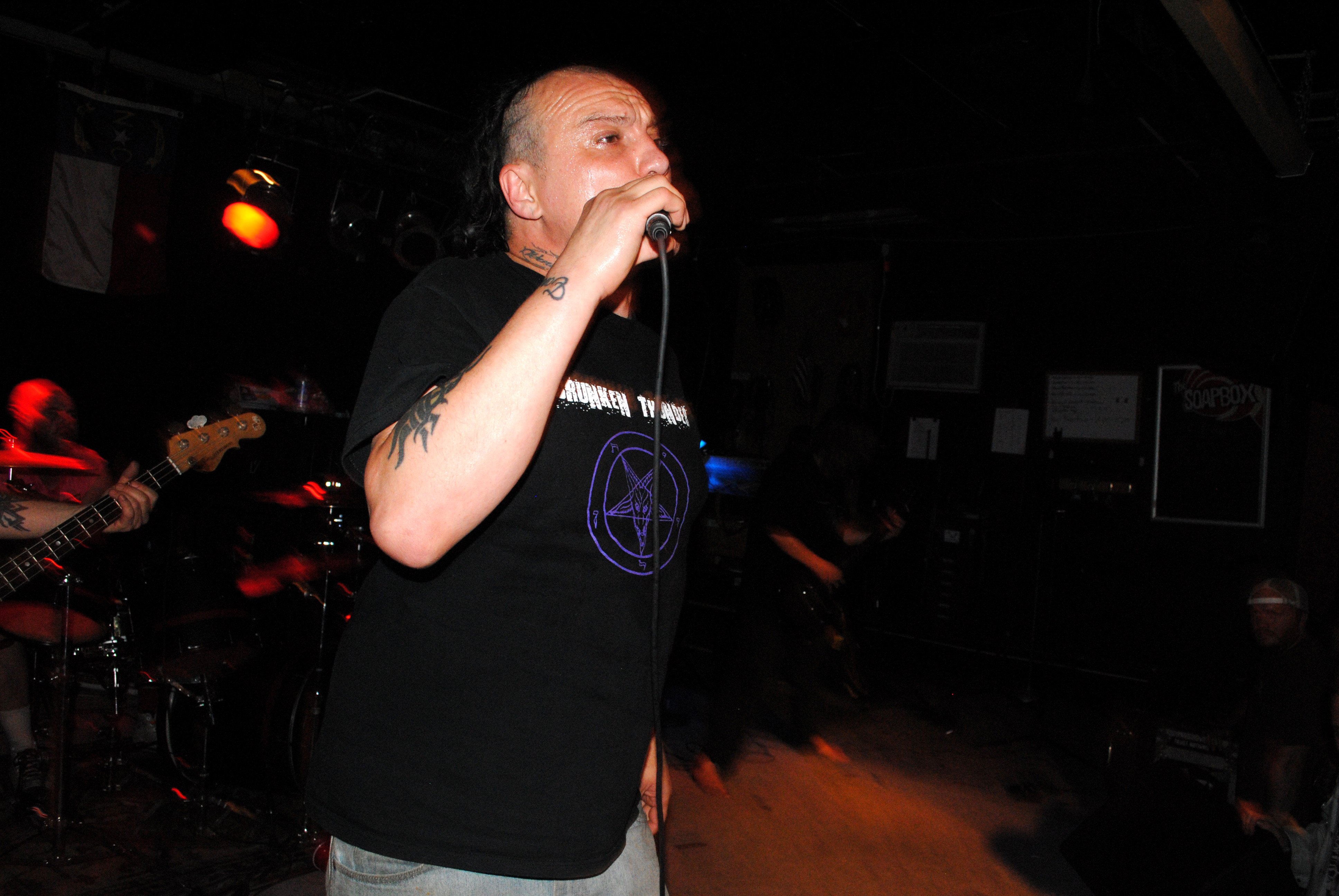
Verbal Abuse em 19 de maio de 2010 - Wilmington NC

Verbal Abuse é uma banda de Hardcore/Punk/Crossover formada em 1981 no Texas e que posteriormente mudou-se para São Francisco. Seu álbum mais conhecido é o Just an American Band, de 1983.

## Integrantes
- Nicki Sicki (Vocal)
- Joie (Guitarra)
- Brett Dodwell / Dave Chavez (Baixo)
- Greg James (Bateria)

## Just an American Band
Álbum lançado em 1983:
Músicas
1. Power Play
2. Leeches
3. I Hate You
4. Social Insect
5. Boredom
6. Bud
7. Disintegration
8. Unity
9. Free Money
10. I Don't Need It
11. Verbal Abuse
12. American Band

## Curiosidades
Verbal Abuse é a banda autora dos hits "Disintegration", "Free Money", "I Hate You", "Verbal Abuse" e "Leeches".
Estas músicas são conhecidas por terem sido tocadas no álbum de covers hardcore do Slayer: Undisputed Attitude.